# 広汎性発達障害
広汎性発達障害（こうはんせいはったつしょうがい、英: pervasive developmental disorders, PDD）とは、特異的発達障害との対義される分類名であり、世界保健機関（WHO）が定めた現在のICD-10（疾病及び関連保健問題の国際統計分類 第10版）、またかつてアメリカ精神医学会が刊行したDSM-IV（精神疾患の分類と診断の手引 第4版）において分類上の概念として取り扱われている。
PDDは、社会性の獲得やコミュニケーション能力の獲得といった人間の基本的な機能の発達遅滞を特徴とする、5つの精神と行動の障害のグループである。PDDには以下5つの疾患が含まれる。うち、1-3番目は自閉スペクトラム(ASD)と呼ばれ一般的である。4-5番目は稀であり、自閉スペクトラムに分類されることもあるが、そうでないこともある。
1. 自閉性障害（Autism disorder、自閉症）。
2. アスペルガー症候群（AS, AD）
3. レット症候群
4. 小児期崩壊性障害 （CDD）
5. 特定不能の広汎性発達障害（PDD-NOS）。非定型自閉症を含み、47%と最も一般的[5]。

なお、その後のDSM-5ではPDDは自閉症スペクトラム障害に再編され、もはやPDDという概念は用いられていない。そのためICD-10とDSM-5では、分類体系は一致していない。

## 定義
広汎性発達障害には、知能指数が低い場合と高い場合の双方が見られる。言い換えると、DSM-IVにおける精神遅滞（DSM-5における知的機能障害）の有無である。
かつてアメリカ精神医学会が刊行したDSM-IV-TR（精神疾患の分類と診断の手引 第4版新訂版）においては、広汎性発達障害に、自閉症、アスペルガー症候群、レット障害、小児期崩壊性障害、特定不能の広汎性発達障害（非定型自閉症を含む）が掲げられており、世界保健機関が定めたICD-10（疾病及び関連保健問題の国際統計分類 第10版）においては、DSM-IV-TRと診断分類および診断基準ともに、やや異なる。
WHOのICD-10においては、症状がいつ認められるかについて統一性がない。自閉症は遅くとも生後30ヶ月以内に症状が認められる症候群であるとされているが、小児期崩壊性障害はそうではない。DSM-IVではこれらの障害は通常1歳までに明らかになると記されている。
広汎性発達障害、特異的発達障害は、双方ともに発達障害であるものの、発達障害の概念については整理のやり直しが行われており、「○○発達障害」という診断名でなくても、日本の公的機関における取り扱いにおいては発達障害に含められるものもある。

## 分類
ICD-10に基づいて分類すると、F84 広汎性発達障害における下記のものが概ね該当する。

### F84.0 小児自閉症
小児自閉症（Childhood autism）、カナー症候群。自閉的精神病質は除外される。
3歳までに形成されるPDDであり、診断基準としては3つの点が基本障害とされている。
1. 対人的な相互反応の障害、社会性の障害。
2. 言語・非言語によるコミュニケーションの障害。
3. 想像力の障害とそれに基づく行動の障害。

てんかんなどの脳波異常や脳室拡大が合併する事もある。
難治性ではあるが特定の症例を除き進行性ではなく、一患者においては発達が見られる。古典的タイプのカナー型自閉症の発症率は約1,000人に1人で男:女=4:1とされる。人種による差はない。アスペルガー症候群を除き言葉の発達の障害が見られるため聴覚障害と鑑別しなければならない。聴覚障害やてんかんは、脳波検査で判定できる。治療は、コミュニケーションを促す療育的対応を基本として、個別一過性の症状には対症的な薬物療法を行う。薬物療法は、自傷行為に対し、向精神薬を用いるなどする。

### F84.1 非定型自閉症
非定型自閉症、非定型小児精神病、自閉的特徴を伴う精神遅滞。

### F84.2 レット症候群
レット症候群は、1965年、ウイーンの小児神経科の医師アンドレアス・レット (Andreas Rett) 博士によって一つの症例が発表され、彼の名を取って「レット症候群」と名付けられた。進行性の神経疾患で、知能や言語・運動能力が遅れ、常に手をもむような動作や、手をたたいたり、手を口に入れたりなどの動作を繰り返すことが特徴。生後六ヶ月から一年六ヶ月の頃に発症。児童期には体幹失調・脊椎変形・舞踏病様運動・てんかん発作が現れ、進行性。運動機能が崩壊する。精神遅滞は重度。ほとんど女児に発症。発症率は女児10万人に6-7人といわれている。

### F84.3 その他の小児期崩壊性障害・児童期崩壊性障害
小児期崩壊性障害、ラー症候群、共生精神病、崩壊精神病。

### F84.4 知的障害（精神遅滞）と常同運動に関連した過動性障害
精神遅滞と常同運動に関連した過動性障害

### F84.5 アスペルガー症候群
アスペルガー症候群、自閉的精神病質、小児シゾイド障害、小児期型統合失調症。一般的には自閉症の軽度例と考えられているが、自閉傾向が強い場合は社会生活での対人関係に大きな問題が起きるため、必ずしも知的障害がないから問題も軽度であるとは限らない。言語・認知的発達の遅滞は少なく自閉症とは区別される。アスペルガー症候群は、知的障害のある例は少なく言葉の遅れもないため、障害があるようには見えないことが多い。人前で独り言を言ったり常同運動をしたりすることは極めて稀である。一見自閉症にはみえない自閉症といえる。そのために支援が遅れがちで、大人になってからの診断例も目立つ。2013年刊行のDSM-5では、それぞれ別に分類されていた自閉性障害、アスペルガー症候群、広汎性発達障害が、自閉スペクトラム症／自閉スペクトラム障害に統合されるなどの大きな変更があった。

### F84.8 その他の広汎性発達障害
自閉性精神発達遅滞

### F84.9 広汎性発達障害、詳細不明
上記の広汎性発達障害のいずれにも分類されないものを指す。DSM-IV-TRでは、特定不能の広汎性発達障害が該当する。

## 高機能広汎性発達障害

他の神経発達症との比較

広汎性発達障害のうち、知的障害を伴わないものを高機能広汎性発達障害（英: High Functioning Pervasive Developmental Disorder、略称はHFPDDとなるが、一般的には高機能PDDと称している）としている。障害の度合いや複雑度などを指すものではない点に注意が必要である。
主に、高機能自閉症 (High Functioning Autism) とアスペルガー症候群 (Asperger Syndrome) の総称として用いられているが、双方の症状に境界線が明確に引けない場合もある。
専門家によっては、高機能広汎性発達障害と（いわゆる、従来型自閉症とも称される）知的障害を伴う自閉症の境界も区別できないケースあるいは、連続性があり不可分であるという考え方もある。
DSM-5においては、包括し再編され自閉症スペクトラム障害の診断名が登場した。

## 原因
抗うつ薬、特にSSRIを妊娠中に使用することは、母体のうつ病を考慮しても、子供が自閉症スペクトラムになるリスクを増大させる。
バルプロ酸ナトリウムを妊娠中に使用することは、母体のてんかんを考慮しても、子孫が自閉症や自閉症スペクトラムになるリスクを増加させる。
ニキビ治療薬イソトレチノインを子宮内で曝露した子供の 30-60% が神経認知障害を有することが報告されている。
2012年の東京大学大学院の研究では、自閉症スペクトラム者に特徴的な幼少期の一過性の脳体積増加がニューロン以外のグリア細胞などの組織増加であることが間接的に示された。脳体積が正常化する成人期にかけては定型発達者と変わらないレベルになることも示された。幼少期にグリア細胞の一過性増加を引き起こす炎症の様な反応が自閉症の原因に関わることを支持している。

## 治療
応用行動分析 (ABA) を用いた支援の有効性が提唱されている。
広汎性発達障害に承認された治療薬はないが、漢方薬の処方例と改善例がある。

## 社会的状況

### 医療現場での問題
精神科医の島田能考によると広汎性発達障害の患者を診ることが増えると、発達障害を専門にしている医師だというデマ情報が流れ、ますますその系統の患者が増えてしまう悪循環が生まれる問題がある。これは発達障害を専門とする研究者や臨床医師が少ないためである。

### PDDとトラウマ
PDDとトラウマ・アダルトチルドレンには密接な関係がある。虐待・いきすぎたしつけなどによって生じるトラウマは、発達障害の「増悪因子」となり、発達障害を重篤化させる。

### PDDに対する誤解
PDDは前述のように、先天的もしくは幼少期に生じる障害である。しかし、家庭での子育てが原因であるかのような議論も存在する。2012年には、超党派の議員連盟である親学推進議員連盟が開いた勉強会で、発達障害児の育児環境について「子供への声掛けが少ないため」とした上で、発達障害は「予防可能」などの記載を行っていたことが明らかになっている。

### 刑事裁判における問題
平野区市営住宅殺人事件において姉を殺害したとして殺人罪で起訴された、発達障害の一つであるアスペルガー症候群を持った男性被告について、2012年7月30日に大阪地裁の判決は、被告にはアスペルガー症候群が見られ、その影響下で起こされた事件であることは認めつつも、母親ら親族が被告との同居を断っており、出所しても社会に受け皿がないとして、「再犯の恐れがあり、許される限り内省を長期にわたり深めさせることが社会秩序のためになる」として、殺人罪の有期刑の上限であり求刑よりも重い懲役20年とした。
この判決に対し、「共生社会を創る愛の基金」は、「アスペルガー症候群についての認識に重大な誤りがあり、発達障害者の矯正に結びつかない」、「『危険な障害者は閉じ込めておけ』との思想に基づいた判決で、隔離の論理に基づいている」などと批判した。この事件の法廷は裁判員裁判であり、発達障害（者）への差別・無理解・偏見といった「市民感覚」によって裁判の結果が左右され得る点についての疑義が呈された。